# Gunther Moll

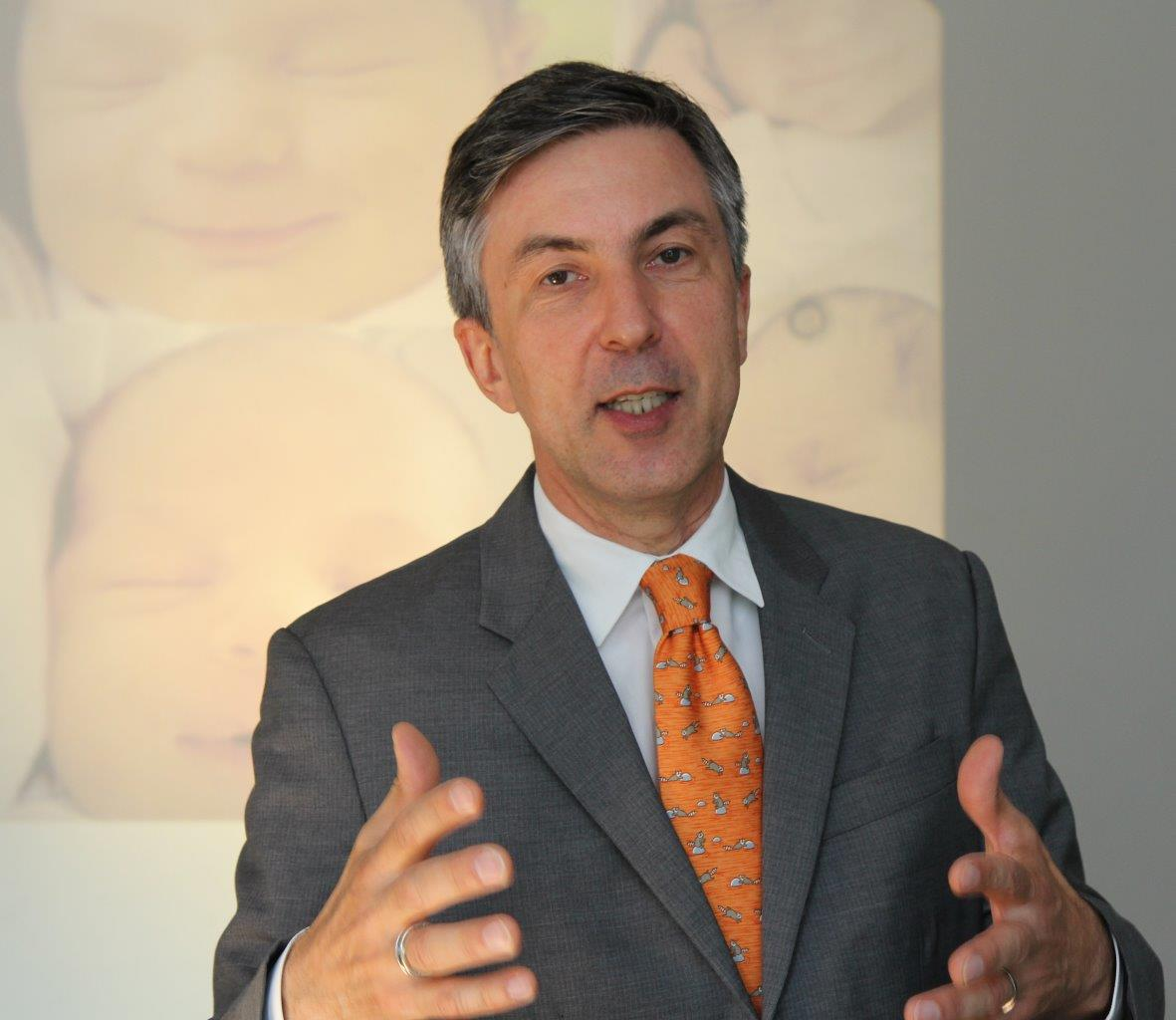
Gunther Moll (2014)

Gunther H. Moll (* 1957) ist ein deutscher Kinderpsychiater, Politiker und Buchautor. Er war Professor für Kinder- und Jugendpsychiatrie und Psychotherapie an der Friedrich-Alexander-Universität Erlangen-Nürnberg und Leiter der Kinder- und Jugendabteilung für Psychische Gesundheit am Universitätsklinikum Erlangen.

## Wirken
Gunther Moll leitete von Oktober 2002 bis September 2024 die Kinder- und Jugendabteilung für Psychische Gesundheit am Universitätsklinikum Erlangen. In dieser Zeit baute er eine 20-Betten-Abteilung für Kinder- und Jugendpsychiatrie zu einer Klinik mit universitärer Krankenversorgung über das gesamte Altersspektrum vom Säuglings- bis zum späten Jugendalter sowie für sämtliche Störungsbilder des Fachbereiches aus und erhöhte die Behandlungskapazitäten auf 88 stationäre Plätze.
In der Forschung war Gunther Moll auf dem Gebiet der neurobiologischen Grundlagen kinder- und jugendpsychiatrischer Störungsbilder sowie der Auswirkungen der Verabreichung von Psychopharmaka sowie pränatalen und frühkindlichen Stress auf die Gehirnentwicklung tätig. Für seine Arbeiten wurde er im Jahr 2000 mit dem Hermann-Emminghaus-Preis ausgezeichnet.
Anfang 2009 erschien eine Arbeit der Forschungsgruppe um Gunther Moll, die erstmals in einer großen Studie die Wirksamkeit von Neurofeedback bei Kindern und Jugendlichen mit ADHS nachweisen konnte. Weitere Schwerpunkte waren die Stressregulation bei Angststörungen und Depressionen, die Wirksamkeit von Lichttherapie bei affektiven Störungen, die neuronale Verarbeitung von emotionalen Reizen, die Bedeutung eines gesunden Schlafs für die psychische Gesundheit sowie Behandlung und Einfluss der COVID-19-Pandemie bei Essstörungen.
Mit dem Thema störungsübergreifender Risiken wandte sich Gunther Moll seit 2012 der Erforschung der pränatalen und frühkindlichen Entwicklungsphasen zu. Dabei untersuchte er mit seiner Forschergruppe den Einfluss von u. a. mütterlichem Stress, affektiven Symptomen oder Alkoholexposition während der Schwangerschaft auf die kindliche Entwicklung.
Im Rahmen eines Präventionsprojektes zur Vorbeugung gegen die Entstehung psychischer Störungen im Kindes- und Jugendalter gründete Gunther Moll 1997 das „Kinderkompetenz“-Team. Bis 2011 setzte es sich für Belange von Kindern und Familien in Deutschland ein und klärte durch Beiträge in Medien und Vorträge darüber auf, was Kinder für eine gesunde Entwicklung brauchen. Dabei forderte Gunther Moll in Büchern, Vorträgen und Offenen Briefen die Kinder auf, selbst für ihre Rechte und ihre Zukunft einzutreten („Fridays for Future“).
Gunther Moll engagierte sich von 2005 bis 2011 auf Lokalebene für Bündnis 90/Die Grünen. Er war Mitglied des Parteirates und setzte sich für finanzielle Absicherung von Familien, kinderfreundliche Arbeitszeiten, bessere Kinderkrippen, kleine Gruppen in Kindergärten und Schulen sowie für ein „lebenswertes Leben“ für alle Menschen ein. Weiterhin kämpft er für die Gewährleistung der in der UN-Kinderrechtskonvention vorgegebenen Rechte der Kinder, gegen die Abdrängung von Menschen, die nicht mehr oder noch nicht erwerbstätig sind, von Senioren und Kindern, in „Aufbewahrungsanstalten“ wie Altenheimen und Ganztagesschulen und für die „Abschaffung“ von Behinderten Menschen. 2008 kandidierte er erfolglos für den Bayerischen Landtag.
Seit Ende 2012 ist Gunther Moll Mitglied der Freien Wähler. 2013 und 2018 kandidierte er erfolglos mit seinen Schwerpunkten Kinder, Familie, Schule und Gesundheit als Direktkandidat für den Stimmkreis Erlangen-Stadt für den 17. und 18. Bayerischen Landtag. In der Stadtratswahl am 16. März 2014 wurde er in den Erlanger Stadtrat gewählt und am 15. März 2020 wieder gewählt.
Aufgrund seines Einsatzes für gute Lebens- und Umweltbedingungen für Gesundheit, Wohlbefinden und Frieden wurde Gunther Moll 2024 in den Kreis der Botschafter der Gemeinwohl-Ökonomie (GWÖ), die das Wohl von Mensch und Umwelt zum obersten Ziel des Wirtschaftens erklärt, aufgenommen.

## Publikationen
2006 erschien Molls erstes Buch Hallo hier spricht mein Gehirn, das Gunther Moll zusammen mit Ralph Dawirs und der Journalistin Svenja Niescken verfasst hat, im Beltz Verlag. Es befasst sich auf allgemeinverständliche Weise mit der Gehirnentwicklung in den ersten Lebensjahren und wurde innerhalb weniger Monate zum Bestseller.
2008 erschien der Nachfolger Endlich in der Pubertät – Vom Sinn der wilden Jahre ebenfalls im Beltz Verlag und wurde auf der Frankfurter Buchmesse offiziell vorgestellt. Der Jugendliche Lukas erzählt darin von den Wirren der Zeit zwischen Kindheit und offiziellem Erwachsenenalter. Auch das zweite Buch erhielt ein positives Presse-Echo.
2010 wurde auf der Frankfurter Buchmesse das dritte Buch des Autorenduos Dawirs/Moll vorgestellt. Die 10 größten Erziehungsirrtümer und wie wir es besser machen können ist ein Erziehungsratgeber für „Eltern, die ihre Kinder wahrhaft lieben und deswegen schon jetzt fast alles richtig machen“ (Klappentext, Beltz Verlag). Es setzt „Impulse für die Erziehung im 21. Jahrhundert“ (FAZ) und wurde ebenfalls zum Bestseller.
2012 erschien im Papeto Verlag das Buch DieKinderwagenRevolution, welches Gunther Moll zusammen mit seinem Sohn Benjamin verfasst hat. Der „Mollsche Wutausbruch“ (Frankfurter Rundschau) ist ein „Aufruf für die Freiheit und eine Eltern-Großeltern-Kinder-Revolution zur Gewährleistung der Menschenrechte“. 2016 veröffentlichten Gunther und Benjamin Moll die gekürzte und überarbeitete Neufassung der „Kinderwagen-Revolution“ unter dem Titel Der Umbruch: Wie Kinder, Eltern und Großeltern unser Land veränderten. 2017 veröffentlichten Gunther und Benjamin Moll mit Hin und Her gerückt (Papeto-Verlag) ein Psychiatrie-Lehrbuch, in dem sich die Personenbeschreibungen zunehmend in einer Erzählung vermischen.
2018 veröffentlichte Gunther Moll gemeinsam mit der Journalistin und Redakteurin der Nürnberger Nachrichten Sarah Benecke und dem früheren Vorstandsvorsitzenden der Sparda-Bank München e.G. Günter Grzega das Buch Die Vorstufe zum Paradies für uns alle. Darin beschrieben die Autoren den Wandel vom Neoliberalismus zur Gemeinwohl-Ökonomie.
In drei Veröffentlichungen fasste Gunther Moll 2019, 2020 und 2021 sein Wissen über die Menschen, die Natur, das Wirtschaften sowie die besondere Bedeutung der Frauen zusammen.